# Ржавец (Горшеченский район)
Ржавец — деревня в Горшеченском районе Курской области. Входит в состав Куньевского сельсовета.

## География
Ржавец находится на левой стороне реки Оскол. Напротив, с правой стороны, в Оскол впадает ручей с застойной, ржавой водой — Ржавец. Его название перенесено на деревню. Находится менее чем в 12 км от границ с муниципальными образованиями - Старооскольский городской округ, Губкинский городской округ, Мантуровский район. Расстояние до города Старый Оскол составляет 26 км, до районного центра Горшечное — 31 км, до областного центра Курск — 105 км.
Улицы:
- Березовая улица
- Луговая улица
- Октябрьская улица
- Первомайская улица
- Полевая улица
- Спортивный переулок

Ближайшие населенные пункты
Ястребовка — 2 км, Никольское — 2 км, Нижнедорожное — 3 км, Акуловка — 3 км, Кунье — 4 км, Среднедорожное — 6 км, Стужень — 8 км, Шляховы Дворы — 8 км, Бараново — 8 км, Казацкая Степь — 9 км, Средние Апочки — 10 км, Каменка — 10 км, Знаменка — 10 км, Троицкий — 10 км, Липяги — 11 км, Герасимово — 12 км.

## Население
| 2002 | 2010 |
| ---- | ---- |
| 259  | ↘212 |